# Carlos González Gallo
Carlos Eduardo González Gallo (ur. 2 maja 1930 w Montevideo, zm. 18 lipca 2018 tamże) – urugwajski koszykarz, brązowy medalista olimpijski z Melbourne.
Zawody w 1956 były jego jedynymi igrzyskami olimpijskimi; z reprezentacją zdobył brązowy medal, zdobywając średnio 1 punkt na mecz.